# قراغل (مقاطعة ديواندرة)
قراغل (بالفارسية: قراگل) هي قرية تقع في قسم قراتورة الريفي (مقاطعة ديواندرة) في إيران. يقدر عدد سكانها بـ 347 نسمة بحسب إحصاء 2016.